# Socialkonservatisme
Socialkonservatisme er en politisk ideologi. Socialkonservatismen udvikledes fra konservatismen i slutningen af 1800-tallet. Socialkonservatismens tilhængere mente at man skulle hjælpe de fattige arbejdere, og at alle skulle have en rimelig levestandard. Dette var også et forsøg på at modvirke revolution og oprør i datidens arbejderklasse.
Bismarcks socialkonservative idéarv fik bl.a. til konsekvens at Tyskland blev det første land med et alment pensionssystem.
I Danmark kendes socialkonservatismen som en del af Det Konservative Folkepartis politik, men også Dansk Folkeparti har socialkonservative træk, og Ny Alliance havde socialkonservatisme med i sit program.

## USA
I amerikansk politik bruges begrebet social conservatism på en anden måde end i Europa. I USA betyder det en konservativ indstilling til traditionelle samfundsværdier, f.eks. vægt på ægteskabets betydning, det traditionelle familiemønster, modstand mod rettigheder for homoseksuelle, modstand mod abort, aktiv dødshjælp, narkotika og ofte støtte til dødsstraf.
Et engelsk begreb, som kan sammenlignes med dansk socialkonservatisme, er compassionate conservatism.